# Saint-Arailles
Saint-Arailles település Franciaországban, Gers megyében. Lakosainak száma 137 fő (2022. január 1.). Saint-Arailles Castelnau-d’Anglès, Mirannes, Montesquiou és Riguepeu községekkel határos.

## Népesség
A település népessége az elmúlt években az alábbi módon változott:
| Lakosok száma | 154  | 136  | 133  | 125  | 146  | 139  | 135  | 139  | 141  | 137  |
|               | 1968 | 1982 | 1990 | 2006 | 2013 | 2015 | 2017 | 2019 | 2020 | 2022 |